# Intelsat 604
Intelsat 604 (ранее Intelsat VI F-4) — коммерческий геостационарный телекоммуникационный спутник компании Intelsat, запущенный в 1990 году и работавший до 2006 года. Третий из пяти спутников семейства Intelsat VI. Сборка осуществлена компанией Hughes Aircraft на платформе HS-389.

## Параметры
Intelsat 604 находился на геостационарной орбите (перигей 35692 км, апогей 35887 км, наклонение 0,3 градуса). На борту спутника находились 38 транспондеров Ku-диапазона и 10 транспондеров Ka-диапазона. Общая масса достигала 4215 кг, расчётный срок службы составлял 13 лет.

## На орбите
Запуск Intelsat 604 состоялся 23 июня 1990 года в 11:19 UTC, когда была запущена ракета-носитель «Титан III» с верхней ступенью Orbus-21S, с космодрома на мысе Канаверал (пусковая площадка SLC-40). Ракета-носитель доставила спутник на геопереходную орбиту, а дальше он с помощью двух двигателей R-4D-12 на жидком топливе был выведен на окончательную геостационарную орбиту 29 июня 1990 года.
Спутник Intelsat 604 располагался на орбите 38° з. д., в январе 1991 года переведён на орбиту 27°30' з. д., где находился до февраля 1992 года. С октября 1992 по март 2002 год находился на орбите 60° в. д.: оттуда осуществлял доставку сигнала телеканала ТНТ на европейскую часть России в цифровом формате; до 1 января 1999 года также передавал сигнал канала «НТВ-Плюс Музыка», затем сигнал канала MTV Россия. С августа 2002 года по сентябрь 2005 года находился на орбите 157° в. д., с февраля по март 2006 года находился на орбите 177,85° в. д. 6 апреля 2006 года выведен из эксплуатации и уведён на орбиту захоронения.